# 杞鹿两极虫
杞鹿两极虫（学名：Myxidium chiluense）为两极科两极虫属的动物。在中国，分布于云南等，营寄生生活，寄生在棒花鱼、鱇（鱼良）白鱼的胆囊。